# Хиландарски листићи
Хиландарски листићи су српски средњовековни рукопис с краја X и почетка XI века. Представља један од најстаријих сачуваних словенских споменика писаних ћирилицом. 
Хиландарски листићи садрже 2 листа и по садржају су делови беседе светог Кирила Јерусалимског (318—395). Откривени су 1844. године у Хиландару, у пиргу Светог Саве. В. И. Глигорович их је поклонио Новоруској државној библиотеци у Одеси — данас државни универзитет у Одеси, где се и данас чува под бројем Р I 533.